# Chronologie de l'économie
 (janvier 2024).
Cet article recense les différents articles chronologiques des faits économiques et sociaux.

## Avant leXIIIesiècle
- Faits économiques et sociaux au IVe siècle av. J.-C.
- Faits économiques et sociaux au IIIe siècle av. J.-C.
- Faits économiques et sociaux au IIe siècle av. J.-C.
- Faits économiques et sociaux au Ier siècle av. J.-C.
- Faits économiques et sociaux au Ier siècle
- Faits économiques et sociaux au IIe siècle
- Faits économiques et sociaux au IIIe siècle
- Faits économiques et sociaux au IVe siècle
- Faits économiques et sociaux au Ve siècle
- Faits économiques et sociaux au VIe siècle
- Faits économiques et sociaux au VIIe siècle
- Faits économiques et sociaux au VIIIe siècle
- Faits économiques et sociaux au IXe siècle
- Faits économiques et sociaux au Xe siècle
- Faits économiques et sociaux au XIe siècle
- Faits économiques et sociaux au XIIe siècle

## XIIIesiècle
- Faits économiques et sociaux au XIIIe siècle
- Chronologie des faits économiques et sociaux dans les années 1200
- Chronologie des faits économiques et sociaux dans les années 1210
- Chronologie des faits économiques et sociaux dans les années 1220
- Chronologie des faits économiques et sociaux dans les années 1230
- Chronologie des faits économiques et sociaux dans les années 1240
- Chronologie des faits économiques et sociaux dans les années 1250
- Chronologie des faits économiques et sociaux dans les années 1260
- Chronologie des faits économiques et sociaux dans les années 1270
- Chronologie des faits économiques et sociaux dans les années 1280
- Chronologie des faits économiques et sociaux dans les années 1290

## XIVesiècle
- Faits économiques et sociaux au XIVe siècle
- Chronologie des faits économiques et sociaux dans les années 1300
- Chronologie des faits économiques et sociaux dans les années 1310
- Chronologie des faits économiques et sociaux dans les années 1320
- Chronologie des faits économiques et sociaux dans les années 1330
- Chronologie des faits économiques et sociaux dans les années 1340
- Chronologie des faits économiques et sociaux dans les années 1350
- Chronologie des faits économiques et sociaux dans les années 1360
- Chronologie des faits économiques et sociaux dans les années 1370
- Chronologie des faits économiques et sociaux dans les années 1380
- Chronologie des faits économiques et sociaux dans les années 1390

## XVesiècle
- Chronologie des faits économiques et sociaux dans les années 1400
- Chronologie des faits économiques et sociaux dans les années 1410
- Chronologie des faits économiques et sociaux dans les années 1420
- Chronologie des faits économiques et sociaux dans les années 1430
- Chronologie des faits économiques et sociaux dans les années 1440
- Chronologie des faits économiques et sociaux dans les années 1450
- Chronologie des faits économiques et sociaux dans les années 1460
- Chronologie des faits économiques et sociaux dans les années 1470
- Chronologie des faits économiques et sociaux dans les années 1480
- Chronologie des faits économiques et sociaux dans les années 1490

## XVIesiècle
- Chronologie des faits économiques et sociaux dans les années 1500
- Chronologie des faits économiques et sociaux dans les années 1510
- Chronologie des faits économiques et sociaux dans les années 1520
- Chronologie des faits économiques et sociaux dans les années 1530
- Chronologie des faits économiques et sociaux dans les années 1540
- Chronologie des faits économiques et sociaux dans les années 1550
- Chronologie des faits économiques et sociaux dans les années 1560
- Chronologie des faits économiques et sociaux dans les années 1570
- Chronologie des faits économiques et sociaux dans les années 1580
- Chronologie des faits économiques et sociaux dans les années 1590

## XVIIesiècle
- Chronologie des faits économiques et sociaux dans les années 1600
- Chronologie des faits économiques et sociaux dans les années 1610
- Chronologie des faits économiques et sociaux dans les années 1620
- Chronologie des faits économiques et sociaux dans les années 1630
- Chronologie des faits économiques et sociaux dans les années 1640
- Chronologie des faits économiques et sociaux dans les années 1650
- Chronologie des faits économiques et sociaux dans les années 1660
- Chronologie des faits économiques et sociaux dans les années 1670
- Chronologie des faits économiques et sociaux dans les années 1680
- Chronologie des faits économiques et sociaux dans les années 1690

## XVIIIesiècle
- Chronologie des faits économiques et sociaux dans les années 1700
- Chronologie des faits économiques et sociaux dans les années 1710
- Chronologie des faits économiques et sociaux dans les années 1720
- Chronologie des faits économiques et sociaux dans les années 1730
- Chronologie des faits économiques et sociaux dans les années 1740
- Chronologie des faits économiques et sociaux dans les années 1750
- Chronologie des faits économiques et sociaux dans les années 1760
- Chronologie des faits économiques et sociaux dans les années 1770
- Chronologie des faits économiques et sociaux dans les années 1780
- Chronologie des faits économiques et sociaux dans les années 1790

## XIXesiècle
- Chronologie des faits économiques et sociaux dans les années 1800
- Chronologie des faits économiques et sociaux dans les années 1810
- Chronologie des faits économiques et sociaux dans les années 1820
- Chronologie des faits économiques et sociaux dans les années 1830
- Chronologie des faits économiques et sociaux dans les années 1840
- Chronologie des faits économiques et sociaux dans les années 1850
- Chronologie des faits économiques et sociaux dans les années 1860
- Chronologie des faits économiques et sociaux dans les années 1870
- Chronologie des faits économiques et sociaux dans les années 1880
- Chronologie des faits économiques et sociaux dans les années 1890

## XXesiècle
- Chronologie des faits économiques et sociaux dans les années 1900
- Chronologie des faits économiques et sociaux dans les années 1910
- Chronologie des faits économiques et sociaux dans les années 1920
- Chronologie des faits économiques et sociaux dans les années 1930
- Chronologie des faits économiques et sociaux dans les années 1940
- Chronologie des faits économiques et sociaux dans les années 1950
- Chronologie des faits économiques et sociaux dans les années 1960
- Chronologie des faits économiques et sociaux dans les années 1970
- Chronologie des faits économiques et sociaux dans les années 1980
- Chronologie des faits économiques et sociaux dans les années 1990

## XXIesiècle

### Années 2000
- 2000 en économie
- 2001 en économie
- 2002 en économie
- 2003 en économie
- 2004 en économie
- 2005 en économie
- 2006 en économie
- 2007 en économie
- 2008 en économie
- 2009 en économie

### Années 2010
- 2010 en économie
- 2011 en économie
- 2012 en économie
- 2013 en économie
- 2014 en économie
- 2015 en économie
- 2016 en économie
- 2017 en économie
- 2018 en économie
- 2019 en économie

### Années 2020
- 2020 en économie
- 2021 en économie
- 2022 en économie
- 2023 en économie
- 2024 en économie